# Schleheck (Wuppertal)
Schleheck war eine Ortslage im Westen der bergischen Großstadt Wuppertal im Stadtteil Vohwinkel. Mit der Ausbreitung der Grube Osterholz ist der Ort wüst gefallen.

## Lage und Beschreibung
Die Ortslage lag auf einer Höhe von 180 m ü. NN westlich von Holthausen im heutigen Wohnquartiers Schöller-Dornap im Stadtbezirk Vohwinkel. Benachbarte Ortslagen waren Buntenbeck, Habbach, Holthausen, In der Furth, Kalkofen, Wald und Schöller.

## Geschichte
Auf der topographischen Aufnahme der Rheinlande von 1824 ist Schleheck als Schleehek verzeichnet.
1832 gehörte Wald zur Honschaft Schöller in der Bürgermeisterei Haan (ab 1894 in der Bürgermeisterei Gruiten) im Kreis Elberfeld. Laut der Statistik und Topographie des Regierungsbezirks Düsseldorf als Haus kategorisierte Ort wurde als Schleheck bezeichnet und besaß zu dieser Zeit zwei Wohnhäuser und ein landwirtschaftliches Gebäude. Zu dieser Zeit lebten 20 Einwohner im Ort, davon sechs katholischen und 14 evangelischen Glaubens.
Auf den Karten ab 1907 ist der Ort nicht mehr verzeichnet und fiel wüst. In 1930er Jahren wurde das Gelände von der Kalkwerke H. Oetelshofen GmbH erworben und die Grube Osterholz ausbreitete sich an dieser Ortslage aus.